# 加贡乡
加贡乡，是中华人民共和国西藏自治区昌都市边坝县下辖的一个乡镇级行政单位。

## 行政区划
加贡乡下辖以下地区：
加贡村、加布村、国庆村和益布村。